# Sulfenylchloridy

Obecný strukturní vzorec sulfenylchloridu

Sulfenylchloridy jsou organické sloučeniny obsahující funkční skupinu R-S-Cl (R je alkyl nebo aryl).
Sulfenylchloridy jsou reaktivní sloučeniny, používané jako zdroje iontů RS+. Používají se na tvorbu vazeb RS-N a RS-O.

## Příprava

Trichlormethansulfenylchlorid, příklad stabilního sulfenylchloridu

Sulfenylchloridy se většinou připravují chloracemi organických disulfidů:
{\displaystyle {\ce {R2S2 + Cl2 -> 2 R-SCl}}}
Tuto reakci objevil Theodor Zincke a bývá tak někdy nazývána Zinckeovou disulfidovou reakcí.
Sulfenylchloridy lze stabilizovat elektronegativními substituenty.
Některé thioethery (R-S-R’} se substituenty odtahujícími elektrony vstupují do chlorolytických reakcí štěpících vazby C-S za vzniku sulfenylchloridů.

## Reakce
Perchlormethylmerkaptan (CCl3SCl) reaguje v zásaditých prostředích s vazbami N-H za vzniku sulfenamidů:
{\displaystyle {\ce {CCl3SCl + R2NH -> CCl3SNR2 + HCl}}}
Tato reakce je součástí výroby fungicidů kaptanu a folpetu.
Sulfenylchloridy lze adovat na alkeny, jako je ethen:
{\displaystyle {\ce {CH2=CH2 + R-SCl -> R-SC2H4Cl}}}
Další reakcí sulfenylchloridů je chlorace, vytvářející trichloridy:
{\displaystyle {\ce {R-SCl + Cl2 -> [R-SCl2]Cl}}}
Sulfenylchloridy také reagují s vodou a alkoholy za vzniku sulfenylových esterů (R-S-O-R′):
{\displaystyle {\ce {R-SCl + H2O -> R-SOH + HCl}}}
{\displaystyle {\ce {R-SCl + R'-OH -> R-SO-R' + HCl}}}

### Příprava sulfinylhalogenidů
Sulfenylchloridy lze přeměnit na sulfinylchloridy (RS(O)Cl). Jednou možností je dvoukrokový postup začínající reakcí thiolu (-SH) se sulfurylchloridem (SO2Cl2); v některých případech, například při použití 2,2,2-trifluor-1,1-difenylethanthiolu, se vytváří sulfenylchlorid. Následně vznikne po přidání kyseliny trifluorperoctové oxidací sulfinylchlorid:

## Podobné sloučeniny
Jsou známy i sulfenylfluoridy a sulfenylbromidy. Jednoduché sulfenyljodidy nebyly izolovány. protože se rozkládají na příslušné disulfidy a jod:
{\displaystyle {\ce {2 R-SI -> (R-S)2 + I2}}}
Sulfenyljodidy lze izolovat, pokud jsou na ně navázány skupiny se silnými sterickými efekty; podobná kinetická stabilizace se využívá i u jiných skupin jinak nestabilních sloučenin.
Podobnou skupinou sloučenin jsou alkyltrichloridy síry, jako například trichlorid methylsíry, CH3SCl3.
Častěji než se sulfenylchloridy se v laboratořích používají selenenylchloridy, R-SeCl.
Sulfenylchloridy mají využití ve výrobě činidel pro vulkanizaci kaučuku.